# Moškovec
Moškovec (deutsch Moschendorf, ungarisch Moskóc) ist eine Gemeinde in der Nord-Mitte der Slowakei mit 83 Einwohnern (Stand 31. Dezember 2024). Sie liegt im Okres Turčianske Teplice, einem Teil des Žilinský kraj und ist Teil der traditionellen Landschaft Turiec.

## Geographie
Die Gemeinde befindet sich inmitten des Turzbeckens am linken Ufer des Turiec am Zusammenfluss mit dem Vedžer. Das Ortszentrum liegt auf einer Höhe von 448 m n.m. und ist 10 Kilometer von Turčianske Teplice sowie 16 Kilometer von Martin entfernt.
Nachbargemeinden sind Slovany im Norden, Turčiansky Ďur im Nordosten, Blažovce im Osten und Süden, Abramová im Südwesten und Ondrašová im Westen.

## Geschichte
Der Ort wurde zum ersten Mal 1391 als Mossovech schriftlich erwähnt und gehörte zum Herrschaftsgebiet der Burg Zniev, im 18. Jahrhundert der Kammer. 1715 gab es neun Haushalte im Ort, 1785 hatte die Ortschaft 16 Häuser und 122 Einwohner, die als Landwirte beschäftigt und außerdem als Ölpresser und Safranverarbeiter bekannt waren.
Bis 1918 gehörte der im Komitat Turz liegende Ort zum Königreich Ungarn und kam danach zur Tschechoslowakei beziehungsweise heute Slowakei.

## Bevölkerung
| Jahr                | 1994 | 2004    | 2014    | 2024     |
| ------------------- | ---- | ------- | ------- | -------- |
| Anzahl der Personen | 67   | 63      | 64      | 83       |
| Unterschied         |      | −5,97 % | +1,58 % | +29,68 % |

| Jahr                | 2023 | 2024     |
| ------------------- | ---- | -------- |
| Anzahl der Personen | 69   | 83       |
| Unterschied         |      | +20,28 % |

Nach der Volkszählung 2011 wohnten in Moškovec 62 Einwohner, davon 59 Slowaken. Drei Einwohner machten keine Angabe zur Ethnie.
30 Einwohner bekannten sich zur römisch-katholischen Kirche und 18 Einwohner bekannten sich zur Evangelischen Kirche A. B.,  und ein Einwohner zur orthodoxen Kirche. Neun Einwohner waren konfessionslos und bei fünf Einwohnern wurde die Konfession nicht ermittelt.

## Bauwerke
- Landsitz mit einem Meierhof aus dem 19. Jahrhundert
- Wagenschuppen aus dem Jahr 1798, der auf dem alten Postweg von Neutra nach Kaschau stand. Eine Kopie ist im Museum des slowakischen Dorfes in Martin zu sehen.

## Verkehr
Moškovec liegt an der Straße 2. Ordnung 519 zwischen Nitrianske Pravno und Príbovce und somit auf dem Weg zwischen Prievidza und Martin.